# فؤاد أبو بطيحان
فؤاد علي سليمان أبو بطيحان (أبو محمد؛ وُلد في 7 مارس 1969 - قُتل في 17 أكتوبر 2023)، رئيس هيئة المعابر والحدود بوزارة الداخلية والأمن الوطني في قطاع غزة. وهو بدرجة لواء، شغل سابقاً منصب مدير عام مديرية التأهيل والإصلاح في وزارة الداخلية برتبة عقيد. أعلن استشهاده مع عدد من أفراد أسرته جراء قصف طائرات الاحتلال الإسرائيلي منزله بشكل مباشر يوم الثلاثاء الموافق 17 أكتوبر 2023 في مخيم النصيرات وسط القطاع في أحداث عملية طوفان الأقصى.

## خلفية الحدث
في ساعاتِ الصباح الأولى من يوم السابع من أكتوبر 2023 أطلقت حركة المقاومة الإسلامية حماس عبر ذراعها العسكري كتائب الشهيد عز الدين القسام عملية طوفان الأقصى وذلك ردًا على الاعتداءات الإسرائيلية وتدنيس الأقصى والاستمرار في الاستيطان كما أكّد على ذلك محمد الضيف القائد العام للقسّام والذي أعطى إشارة انطلاق العمليّة التي شهدت اقتحامًا من المقاومين لمستوطنات غلاف غزة ونجحوا في قتلِ عدد كبيرٍ من الجنود الإسرائيلين وأسر عشرات آخرين كما استطاعوا خلال ساعات قطع عشرات الكيلومترات ووصلوا لمستوطنات أبعد من تلك المحيطة والقريبة من قطاع غزة.
استمرَّت الاشتباكات بين الجيش الإسرائيلي وبين المقاومين في عديد من المستوطنات وعلى رأسها مستوطنة سديروت. الرد الإسرائيلي على هذه العمليّة جاء من خلال شنّ سلاح الجو الإسرائيلي عشرات الغارات العشوائيّة على القطاع متسبّبة في مقتل عشرات المدنيين وتدمير البنية التحتية لمدن القطاع، ليصل حد فرض إغلاق شامل وقطع متعمد لكل الخدمات من ماء وكهرباء وغاز وهو ما هدَّد حياة أكثر من مليونَي فلسطيني يعيشُ داخل القطاع الذي يُعاني أصلًا من تبعاتِ الحصار الخانق عليهم منذ ستة عشر عاماً.